# Aleksandr Riazántsev
Aleksandr Aleksándrovich Riazántsev (en ruso: Александр Александрович Рязанцев; Moscú, 5 de septiembre de 1986) es un exfutbolista ruso que jugaba como centrocampista.

## Trayectoria
Debutó en 2003 en el FC Torpedo-Metallurg Moscú y en 2006 se incorporó al Rubin. Anotó el primer gol de la victoria del Rubin en el Camp Nou ante el F. C. Barcelona en la fase de grupos de la Liga de Campeones de la UEFA.

## Clubes
| Club                        | País  | Año       |
| --------------------------- | ----- | --------- |
| F. C. Moscú                 | Rusia | 2004-2005 |
| F. C. Rubin Kazán           | Rusia | 2006-2013 |
| Zenit de San Petersburgo    | Rusia | 2014-2018 |
| F. C. Ural (préstamo)       | Rusia | 2016      |
| F. C. Amkar Perm (préstamo) | Rusia | 2017-2018 |
| F. C. Khimki                | Rusia | 2018-2019 |
| F. C. Torpedo Moscú         | Rusia | 2019-2023 |

## Palmarés

### Títulos nacionales
| Título                | Club                     | País  | Año  |
| --------------------- | ------------------------ | ----- | ---- |
| Liga Premier de Rusia | F. C. Rubin Kazán        | Rusia | 2008 |
| Liga Premier de Rusia | F. C. Rubin Kazán        | Rusia | 2009 |
| Supercopa de Rusia    | F. C. Rubin Kazán        | Rusia | 2010 |
| Copa de Rusia         | F. C. Rubin Kazán        | Rusia | 2012 |
| Supercopa de Rusia    | F. C. Rubin Kazán        | Rusia | 2012 |
| Liga Premier de Rusia | Zenit de San Petersburgo | Rusia | 2015 |
| Supercopa de Rusia    | Zenit de San Petersburgo | Rusia | 2015 |
| Supercopa de Rusia    | Zenit de San Petersburgo | Rusia | 2016 |